# Letka (Tomislavgrad)
Pour les articles homonymes, voir Letka.
Letka (en cyrillique : Летка) est un village de Bosnie-Herzégovine. Il est situé dans la municipalité de Tomislavgrad, dans le canton 10 et dans la fédération de Bosnie-et-Herzégovine. Selon les premiers résultats du recensement bosnien de 2013, il compte 560 habitants.

## Géographie
Le village est situé dans les faubourgs nord-est de Tomislavgrad, sur les bords de la rivière Šuica, qui coule sur le poljé de Duvno.

## Démographie

### Évolution historique de la population dans la localité
| 1948 | 1953 | 1961 | 1971 | 1981 | 1991 | 2013 |
| ---- | ---- | ---- | ---- | ---- | ---- | ---- |
| -    | -    | 576  | 658  | 570  | 701  | 560  |

|  |